# Stig Elvemar
Stig Gunnar Elvemar, född 24 maj 1946 i Tölö församling i Hallands län, är en svensk diplomat.
Elvemar blev politices magister vid Lunds universitet 1972. Han påbörjade sin tjänstgöring vid Utrikesdepartementet samma år. Elvemar sändes till Beirut 1974, till Tripoli 1975, till Washington 1978 och kallades hem till Stockholm 1981. Han sändes till New York 1984 och blev ambassadråd vid Sveriges ständiga representation vid Förenta nationerna där 1987. Elvemar blev ambassadråd i Kairo 1988, ambassadör i Damaskus med sidoackreditering i Beirut 1991 och huvudlärare i säkerhetspolitik vid Försvarshögskolan 1994. Han var ambassadör i Kairo 2003–2008 med sidoackreditering i Khartoum 2003–2004.